# Cmentarz żydowski w Ornecie
Cmentarz żydowski w Ornecie – został założony w 1806 roku i zajmuje powierzchnię 0,2 ha. Wskutek dewastacji z okresu III Rzeszy zachowało się jedynie dziesięć nagrobków.